# 카나마이신 A
카나마이신 A(Kanamycin A)는 종종 간단히 카나마이신이라고도 불리며, 심각한 세균 감염 및 결핵을 치료하는 데 사용되는 항생제이다. 일차 치료제는 아니다. 경구 투여, 정맥 내 주사, 또는 근육 내 주사로 사용된다. 카나마이신은 단기 사용, 보통 7~10일만 권장된다. 항생제는 세균에 대해서만 활성을 나타내므로 바이러스성 감염에는 효과가 없다.
일반적인 부작용으로는 청력 및 균형 문제가 있다. 신장 문제도 발생할 수 있다. 카나마이신은 아기에게 해를 끼칠 수 있으므로 임신 중에는 권장되지 않는다. 모유 수유 중에는 안전할 가능성이 높다. 카나마이신은 아미노글리코사이드 계열의 의약품에 속한다. 이 계열의 모든 화합물 중에서 임상적으로 사용할 때 가장 약한 항균 능력을 가지고 있으며, 이는 다른 아미노글리코사이드에 비해 독성이 증가한 부분적인 이유이다. 세균 생존에 필요한 단백질 생산을 차단하여 작용한다.
카나마이신은 1957년 하마오 우메자와가 스트렙토마이세스 카나미세티쿠스 세균에서 처음 분리했다. 2019년 세계보건기구 필수 의약품 목록에서 제외되었다. 더 이상 미국에서 판매되지 않는다.

## 의학적 사용

### 활성 스펙트럼
카나마이신은 다음 병원체 중 하나 이상으로 인한 세균 감염의 단기 치료에 사용된다: 대장균, 프로테우스 종(인돌 양성 및 인돌 음성 모두), 엔테로박터 에어로제니스, 폐렴 막대균, 세라티아 마르세센스, 및 아시네토박터 종. 원인균이 알려지지 않은 심각한 감염의 경우, 감수성 검사 결과를 얻기 전에 페니실린 또는 세팔로스포린 계열 약물과 함께 카나마이신 주사를 초기 투여할 수 있다.
카나마이신은 바이러스 감염을 치료하지 않는다.

### 임신 및 모유 수유
카나마이신은 미국에서 임부 투여 안전성 D 등급이다.
카나마이신은 소량으로 모유로 이행된다. 따라서 제조업체는 모유 수유를 중단하거나 카나마이신을 중단해야 한다고 조언한다. 미국 소아과 학회는 모유 수유 중 카나마이신 사용을 괜찮다고 간주한다.

### 어린이
미성숙한 신장 기능으로 인해 약물 농도가 증가할 위험이 있으므로 신생아에게 카나마이신을 사용할 때 주의해야 한다.

## 부작용
심각한 부작용으로는 귀울림 또는 청력 상실, 콩팥 독성, 그리고 약물에 대한 알레르기 반응이 있다. 귀독성은 아미노글리코사이드 계열 약물의 일반적인 특성이며, 카나마이신에서 발생하는 비율은 약 3-10%이다.
기타 부작용으로는 다음과 같다:
위장관 효과
- 메스꺼움, 구토, 설사

근골격계 효과
- 근무력증

신경학적 효과
- 두통
- 감각 이상
- 시야 흐림
- 신경근 차단

대사 효과
- 흡수 불량 증후군

## 작용 기전
카나마이신은 단백질 합성을 방해하여 작용한다. 세균 리보솜의 30S 소단위에 결합한다. 이로 인해 mRNA와의 정렬이 잘못되고 결국 잘못된 아미노산이 펩타이드에 삽입되는 오독을 유발한다. 이는 비기능적인 펩타이드 사슬로 이어진다.

## 세균 내성
카나마이신에 대한 세균 내성은 심각하고 증가하는 현상으로, 다제내성 결핵 및 기타 다제내성 그램 음성 세균 감염 치료에 대한 사용에 매우 우려스럽다. 이는 아미카신, 카프레오마이신, 겐타마이신과 같은 다른 아미노글리코사이드와 카나마이신 간의 교차 내성 가능성 때문인 부분도 있다. 이러한 아미노글리코사이드에 대한 내성은 30S 소단위 내의 16S rRNA 유전자(rrs)의 돌연변이로 인해 항균제가 유전자에 단단히 결합하는 것을 방지하기 때문이다. 이러한 돌연변이는 위치 1401에서의 단일 염기 변이를 통해 가장 흔하게 확인된다.

## 조성
카나마이신은 카나마이신 A, B, C의 세 가지 주요 성분 혼합물이다. 카나마이신 A는 카나마이신의 주요 성분이다. 이러한 성분들의 원핵 세포 및 진핵 세포에 대한 개별 화합물로서의 효과는 광범위하게 연구되지 않은 것으로 보인다.

## 생합성
스트렙토마이세스 카나미세티쿠스가 생산하는 주요 산물은 카나마이신 A이지만, 카나마이신 B, 카나마이신 C, 카나마이신 D, 카나마이신 X와 같은 추가 산물도 생산된다.
카나마이신 생합성 경로는 두 부분으로 나눌 수 있다. 첫 번째 부분은 부티로신 및 네오마이신과 같은 여러 아미노글리코사이드 항생제에 공통적이다. 여기에서 독특한 아미노사이클리톨인 2-데옥시스트렙타민은 D-글루코피라노스 6-포스페이트로부터 네 단계에 걸쳐 생합성된다. 이 시점에서 카나마이신 경로는 다음 효소의 다목적성 때문에 두 가지 다른 글리코실 공여자(UDP-N-아세틸-α-D-글루코사민 및 UDP-α-D-글루코스)를 활용할 수 있기 때문에 두 개의 분지로 나뉜다. 한 분지는 카나마이신 C와 카나마이신 B를 형성하고, 다른 분지는 카나마이신 D와 카나마이신 X를 형성한다. 그러나 카나마이신 B와 카나마이신 D는 모두 카나마이신 A로 전환될 수 있으므로 경로의 두 분지는 카나마이신 A에서 수렴한다.

## 연구에서의 사용
카나마이신은 분자 생물학에서 가장 흔하게 카나마이신 내성 유전자(주로 네오마이신 포스포트랜스퍼라제 II [NPT II/Neo])에 연결된 유전자(플라스미드 등)를 취한 세균(예: 대장균)을 분리하기 위한 선택제로 사용된다. 카나마이신 내성 유전자를 포함하는 플라스미드로 변형된 세균은 카나마이신(50-100 μg/mL)을 포함하는 우무 평판에 배양하거나 카나마이신(50-100 μg/mL)을 포함하는 배지에서 배양한다. 카나마이신 내성 유전자를 성공적으로 취한 세균만이 내성을 갖게 되어 이러한 조건에서 자랄 수 있다. 분말 형태의 카나마이신은 백색에서 미백색이며 물에 용해된다(50 mg/mL).
적어도 하나의 이러한 유전자, Atwbc19는 식물 종에 고유하며, 비교적 큰 크기이고 코딩된 단백질은 식물에서 세균으로의 수평적 유전자 이동 가능성을 감소시키는 방식으로 작용한다. 유전자 이동이 발생하더라도 세균에 내성을 부여하지 못할 수 있다.

### KanMX 마커
선택 마커 kanMX는 Ashbya gossypii의 강력한 TEF 프로모터의 제어 하에 있는 세균성 아미노글리코사이드 포스포트랜스퍼라제(Tn903 트랜스포존의 kanr)로 구성된 하이브리드 유전자이다.
포유류 세포, 효모 및 기타 진핵생물은 kanMX 마커로 형질전환될 때 젠티신(= G418, 카나마이신과 유사한 아미노글리코사이드 항생제)에 대한 내성을 획득한다. 효모에서 kanMX 마커는 영양 요구성 마커의 필요성을 피한다. 또한 kanMX 마커는 E. coli를 카나마이신에 내성이 있게 한다. 셔틀 벡터에서는 kanMX 유전자 카세트가 추가적인 세균 프로모터와 함께 사용된다. kanMX 카세트의 여러 버전이 사용되며, 예를 들어 kanMX1-kanMX6이 있다. 이들은 주로 실제 오픈 리딩 프레임 주변의 추가 제한 부위 및 기타 작은 변경 사항에 의해 다르다.

## 항생제 접합 나노입자 합성
항생제 내성 또는 다제내성 세균 균주의 발생은 세균 감염 치료의 주요 과제이다. 새로운 항생제를 설계 및 개발하기 위한 연구가 제한적임에 따라 내성 세균 균주를 치료하기 위해 항생제를 금속 나노입자 표면에 기능화하는 것과 같은 새로운 접근법이 연구되고 있다. 카나마이신 기능화 금 나노입자(Kan-GNP)가 합성되어 그람 양성 및 그람 음성 균주 모두에 대한 항균 활성을 테스트했다. Kan-GNP에서 자유 카나마이신과 비교하여 용량 의존적 항균 활성이 나타났다.